# Isoken
Pour plus de détails, voir Fiche technique et Distribution.
Isoken est un film de comédie nigérian réalisé par Jadesola Osiberu, sorti en 2017.

## Synopsis
À trente-quatre ans, Isoken est toujours célibataire. Au mariage de sa jeune sœur, leur mère lui fait rencontrer Osaze, un bon parti : un riche entrepreneur plein de charme. Il l'invite au restaurant puis chez lui, mais Isoken lui demande de ne pas brusquer les choses.
Elle rencontre un jeune homme à la laverie, qu'elle revoit à son travail. C'est un photographe nommé Kevin, et qui a les mêmes goûts musicaux qu'elle. Ils se rapprochent de plus en plus, mais le problème est que Kevin est un « oyinbo » : un Blanc. La pression familiale pèse pour qu'Isoken épouse un homme Edo.

## Fiche technique
- Titre original : Isoken
- Titre international :
- Durée : 98 minutes
- Réalisation : Jadesola Osiberu
- Scénario : Jadesola Osiberu
- Photographie : Adekunle Adejuyigbe
- Production : Tribe 85 productions
- Lieux de tournage : Victoria Island à Lagos, Londres
- Langues : anglais
- Date de sortie : 
  - Royaume-Uni : 24 mai 2017
  - Nigeria : 16 juin 2017

## Distribution
- Dakore Egbuson-Akande : Isoken
- Joseph Benjamin : Osaze
- Marc Rhys : Kevin
- Funke Akindele : Agnes
- Lydia Forson : Kukua
- Damilola Adegbite : Joke
- Tina Mba : Mama Isoken
- Patrick Doyle : Papa Isoken
- Nedu Wazobia : Chuks
- Bolanle Olukanni : Rume
- Rita Edwards : Aunty

## Récompenses
- Africa Movie Academy Award de la meilleure actrice 2018 pour Dakore Egbuson-Akande

## Accueil critique
Le critique de Pulse apprécie un film qui dépeint « l'horreur du célibat au Nigeria ». Il conclut : « Si vous voulez voir un couple multiculturel vous faire rire et vous apprendre quelque chose sur l'amitié, la confiance et le courage, vous serez satisfaits par la relation entre Isoken et Kevin ».
Le jeu des acteurs est le point fort du film, mais la production ne paraît pas toujours suffisante et quelques scène n'étaient pas nécessaires pour le critique de BellaNaija.